# Thyellisca
Genre
Synonymes
Thyella H. Adams, 1866
Thyellisca est un genre de mollusques bivalves, de l'ordre des Cardiida ou des Veneroida / Venerida, selon les classifications, et de la famille des Semelidae.

## Liste des espèces
Selon World Register of Marine Species (26 octobre 2019) :
- Thyellisca hargravesi (H. Adams, 1873)
- Thyellisca lamellosa (H. Adams, 1873)
- Thyellisca pulchra (H. Adams, 1873)